# Arc-en-Barrois
Arc-en-Barrois  là một xã thuộc tỉnh Haute-Marne trong vùng Grand Est đông bắc nước Pháp. Xã này nằm ở khu vực có độ cao trung bình 270 mét trên mực nước biển.
Sông Aujon chảy theo hướng tây bắc qua giữa thị trấn.